# 2016-os Auto GP Formula Open szezon
A 2016-os Auto GP Formula Open szezon a széria történetének 18. szezonja (hetedik Auto GP néven). A bajnokság május 8-án Olaszországban kezdődik az Adria International Raceway versenypályán, és október 30-án Monzában fejeződik be. A sorozat új neve abból ered, hogy bármely nyitott autós sorozatból indulhat versenyautó, amely 2000-4000 cm³ között van.

## Csapatok és pilóták
| Csapat                      | Autó    | Kasztni     | Motor | No.    | Pilóta                  | Fordulók |
| --------------------------- | ------- | ----------- | ----- | ------ | ----------------------- | -------- |
| Zele Racing                 | Auto GP | Lola B05/52 | Zytek | 7      | Luís Sá Silva           | 1        |
| Zele Racing                 | Auto GP | Lola B05/52 | Zytek | 8      | Fekete Dominik          | 1        |
| Zele Racing                 | Auto GP | Lola B05/52 | Zytek | 9      | Fekete Zoltán           | 1        |
| Zele Racing                 | Auto GP | Lola B05/52 | Zytek | 444    | Philipp Sager           | 5        |
| Zele Racing                 | Auto GP | Lola B05/52 | Zytek | 789    | Christof von Grünigen   | 2-4      |
| PS Racing                   | Auto GP | Lola B05/52 | Zytek | 15/115 | Mahaveer Raghunathan    | Mind     |
| PS Racing                   | Auto GP | Lola B05/52 | Zytek | 16     | Salvatore de Plano      | 1        |
| PS Racing                   | Auto GP | Lola B05/52 | Zytek | 116    | Emanuele Romani         | 5        |
| MM International MotorSport | F3000   | Lola B02/50 | Zytek | 32/333 | Armando Mangini         | Mind     |
| Torino Squadra Corse        | Auto GP | Lola B05/52 | Zytek | 55/115 | Luis Michael Dörrbecker | Mind     |

## Versenynaptár
Az ideiglenes versenynaptárat 2015 december 24-én hozták nyilvánosságra. Minden versenyt Olaszországban rendeznek meg. Eredetileg április 10-én Misanóban kezdődött volna a szezon és október 16-án Magionében ért volna véget, de ezt a versenynaptárat később módosították. a változtatásokat követően május 22-én Monzában kezdődött volna a szezon és 6 helyszínen két versenyt rendeznek. Az áprilisi versenyt törölték és a helyére május elejére beraktak egy Adriai versenyt.
| Forduló | Forduló | Pálya/Helyszín                       | Dátum          | Pole Pozíció            | Leggyorsabb kör         | Győztes pilóta          | Győztes csapat       |
| ------- | ------- | ------------------------------------ | -------------- | ----------------------- | ----------------------- | ----------------------- | -------------------- |
| 1       | R1      | Adria International Raceway, Adria   | május 7.       | Luis Michael Dörrbecker | Luís Sá Silva           | Luis Michael Dörrbecker | Torino Squadra Corse |
| 1       | R2      | Adria International Raceway, Adria   | május 8.       |                         | Luis Michael Dörrbecker | Luis Michael Dörrbecker | Torino Squadra Corse |
| 2       | R1      | Autodromo Nazionale di Monza, Monza  | július 2.      | Luis Michael Dörrbecker | Armando Mangini         | Christof von Grünigen   | Zele Racing          |
| 2       | R2      | Autodromo Nazionale di Monza, Monza  | július 3.      |                         | Christof von Grünigen   | Christof von Grünigen   | Zele Racing          |
| 3       | R1      | TT Circuit Assen, Assen              | augusztus 6.   | Luis Michael Dörrbecker | Christof von Grünigen   | Luis Michael Dörrbecker | Torino Squadra Corse |
| 3       | R2      | TT Circuit Assen, Assen              | augusztus 7.   |                         | Luis Michael Dörrbecker | Luis Michael Dörrbecker | Torino Squadra Corse |
| 4       | R1      | Masaryk Circuit, Brno                | szeptember 10. | Christof von Grünigen   | Christof von Grünigen   | Christof von Grünigen   | Zele Racing          |
| 4       | R2      | Masaryk Circuit, Brno                | szeptember 11. |                         | Christof von Grünigen   | Luis Michael Dörrbecker | Torino Squadra Corse |
| 5       | R1      | Autodromo Enzo e Dino Ferrari, Imola | október 8.     | Luis Michael Dörrbecker | Luis Michael Dörrbecker | Luis Michael Dörrbecker | Torino Squadra Corse |
| 5       | R2      | Autodromo Enzo e Dino Ferrari, Imola | október 9.     |                         | Luis Michael Dörrbecker | Luis Michael Dörrbecker | Torino Squadra Corse |

## Bajnokság állása
- A bajnokság pontozási rendszere a következő:

| Első verseny    | 25 | 18 | 15 | 12 | 10 | 8 | 2 | 1 |
| Második verseny | 25 | 18 | 15 | 12 | 10 | 8 | 0 | 1 |

### Egyéni bajnoki pontverseny
| Poz. | Pilóta                  | ADR | ADR | MNZ | MNZ | ASS | ASS | BRN | BRN | IMO | IMO | Pont |
| ---- | ----------------------- | --- | --- | --- | --- | --- | --- | --- | --- | --- | --- | ---- |
| 1    | Luis Michael Dörrbecker | 1   | 1   | 2   | 2   | 1   | 1   | 2   | 1   | 1   | 1   | 222  |
| 2    | Mahaveer Raghunathan    | 2   | 3   | 3   | 3   | 2   | 2   | 3   | 2   | 2   | Ki  | 151  |
| 3    | Christof von Grünigen   |     |     | 1   | 1   | Ki  | 3   | 1   | Ki  |     |     | 74   |
| 4    | Philipp Sager           |     |     |     |     |     |     |     |     | 3   | 2   | 34   |
| 5    | Emanuele Romani         |     |     |     |     |     |     |     |     | 4   | 3   | 30   |
| 6    | Luís Sá Silva           | 5†  | 2   |     |     |     |     |     |     |     |     | 29   |
| 7    | Fekete Dominik          | 3   | 5   |     |     |     |     |     |     |     |     | 25   |
| 8    | Armando Mangini         | 4   | 6   |     |     |     |     |     |     |     |     | 20   |
| 9    | Fekete Zoltán           | 6†  | 4   |     |     |     |     |     |     |     |     | 20   |
| –    | Salvatore de Plano      | Ni  | Ni  |     |     |     |     |     |     |     |     | 0    |

| Szín   | Eredmény                                      |
| ------ | --------------------------------------------- |
| Arany  | Győztes                                       |
| Ezüst  | 2. helyezett                                  |
| Bronz  | 3. helyezett                                  |
| Zöld   | Pontot szerzett                               |
| Kék    | Pont nélkül vagy helyezetlenül ért célba (Hn) |
| Lila   | Nem ért célba (Ki)                            |
| Piros  | Nem kvalifikálta magát (NK)                   |
| Fekete | Diszkvalifikálták (Kiz)                       |
| Fehér  | Nem indult (Ni)                               |
| Fehér  | Visszalépett (Vi)                             |
| Fehér  | Verseny törölve (T)                           |
| Üres   | Nem vett részt                                |
| Üres   | Kizárt (EX)                                   |

Megjegyzés:
- ‑ Újonc pilóta
- ‑ Visszatérő pilóta

### Csapat bajnoki pontverseny
| Poz. | Pilóta           | ADR | ADR | MNZ | MNZ | ASS | ASS | BRN | BRN | IMO | IMO | Pont |
| ---- | ---------------- | --- | --- | --- | --- | --- | --- | --- | --- | --- | --- | ---- |
| 1    | Torino Sq. Corse | 1   | 1   | 2   | 2   | 1   | 1   | 2   | 1   | 1   | 1   | 222  |
| 2    | PS Racing        | 2   | 3   | 3   | 3   | 2   | 2   | 3   | 2   | 2   | Ki  | 181  |
| 2    | PS Racing        |     |     |     |     |     |     |     |     | 4   | 3   | 181  |
| 3    | Zele Racing      | 5†  | 2   |     |     |     |     |     |     |     |     | 162  |
| 3    | Zele Racing      | 3   | 5   |     |     |     |     |     |     |     |     | 162  |
| 3    | Zele Racing      |     |     | 1   | 1   | Ki  | 3   | 1   | Ki  |     |     | 162  |
| 3    | Zele Racing      |     |     |     |     |     |     |     |     | 3   | 2   | 162  |
| 4    | MM International | 4   | 6   |     |     |     |     |     |     |     |     | 20   |
| 4    | MM International | Ni  | Ni  |     |     |     |     |     |     |     |     | 20   |

## Külső hivatkozások
- Az AutoGP hivatalos oldala Archiválva 2015. január 7-i dátummal a Wayback Machine-ben